# Perlenbrust-Zwergspecht
Der Perlenbrust-Zwergspecht (Picumnus steindachneri) ist eine Vogelart aus der Gattung der Zwergspechte (Picumnus) aus der Familie der Spechte (Picidae).

Verbreitungsgebiet des Perlenbrust-Zwergspechtes

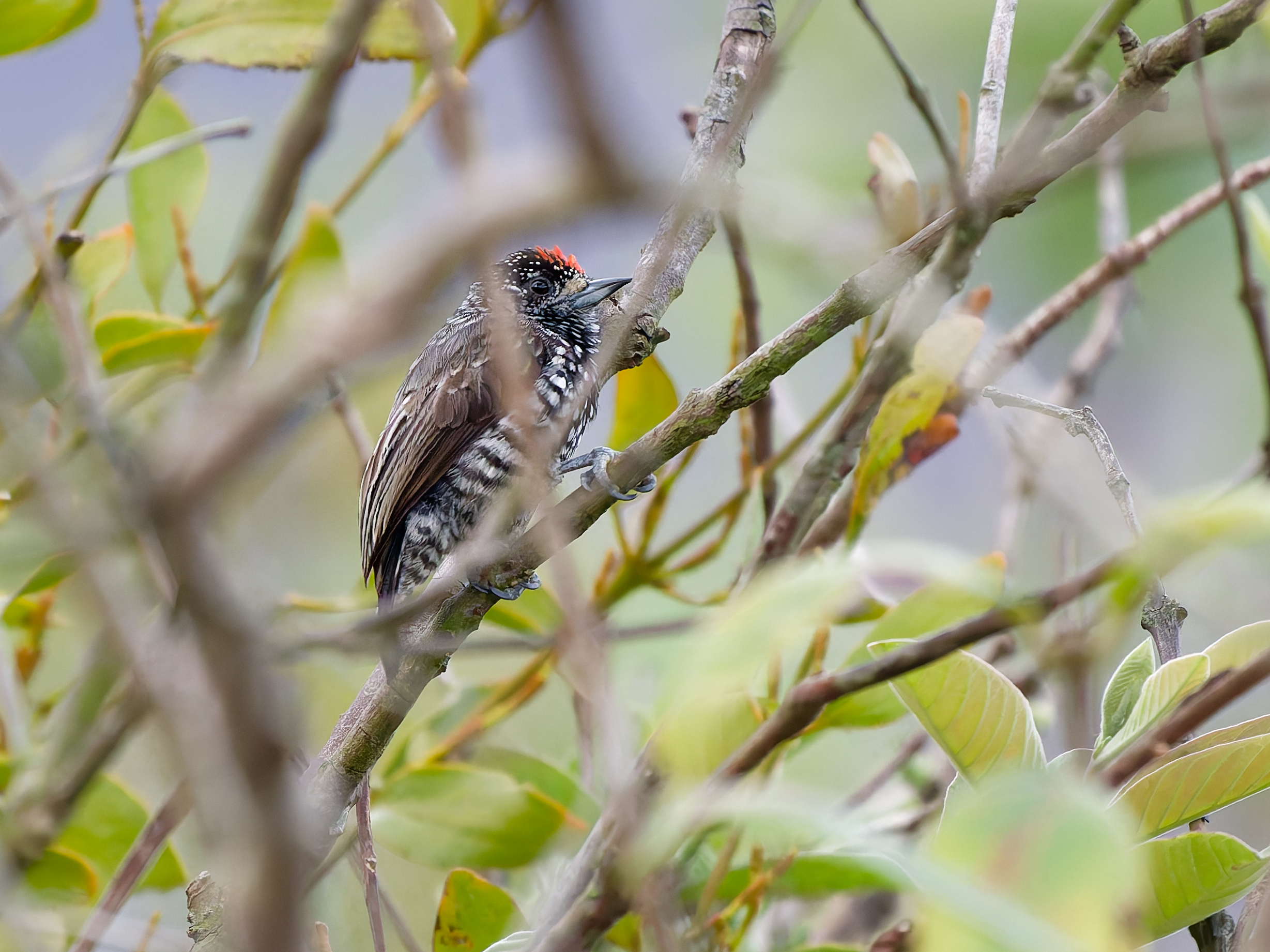
Perlenbrust-Zwergspecht in Peru

Der Vogel ist endemisch in Peru und kommt in den Anden Nordostperus im Südosten der Region Amazonas und im Nordwesten der Provinz San Martín vor.

## Lebensraum
Der Lebensraum umfasst feuchten Bergwald und Waldränder zwischen 1100 und 2100 m im Huallaga-Tal und örtlich umschrieben im oberen Tal des Rio Utcubamba.
Der Artzusatz bezieht sich auf Franz Steindachner.

## Merkmale
Die Art ist 9–10 cm groß und wiegt etwa 10 g. Die Oberseite ist grau-weißlich bis bräunlich-grau, auf der Unterseite sehr ausgeprägt gezeichnet mit weißen Flecken auf schwarzer Brust, weiß mit kräftiger schwarzer Bänderung. Schwanz und Schnabel sind kurz. Die Kopfkappe bis Nacken ist schwarz mit zahlreichen kleinen weißen Punkten, beim Männchen an der Stirn mit breiten rot Spitzen. Zügel und Nasenbüschel sind weiß. Rücken und Bürzel sind grau-braun mit undeutlichen blass-grauen Spitzen und dunkleren Subterminalbändern, insgesamt leicht geschuppt aussehend. Flügeldecken und Handschwingen sind braun mit blass-grauen oder weißen Spitzen. Die Steuerfedern sind schwärzlich, die beiden mittleren haben innen einen weißen Streifen, die beiden äußeren jeweils zeigen einen weißen Subterminalfleck. Kinn und Kehle sind weiß mit schwarzen Federspitzen. Die Brust ist schwarz mit großen, tropfenförmigen weißen Flecken, die übrige Unterseite ist weiß und breit schwarz gebändert. Die Iris ist braun, die Schnabeloberseite schwarz. Basis und Unterseite sind blau-grau, zusätzlich findet sich eine schwarze Spitze. Die Füße sind grau.
Die Art unterscheidet sich deutlich von der Zeichnung des Lafresnaye-Zwergspechts (Picumnus lafresnayi), der in niederen Höhenlagen anzutreffen ist, letzterer ist oben mehr olivfarben und hat mehr gelb unten. Der ähnlich aussehende Andenzwergspecht (Picumnus dorbignyanus) ist an Kehle und Brust bräunlich-weiß mit schwarzer Schuppung und die Lebensräume überlagern sich nicht.

## Stimme
Der Gesang des Männchens wird als hoher, schneller und abfallender Triller beschrieben, „tree’e’e’e’e’e’e“.

## Lebensweise
Die Nahrung besteht vermutlich aus Insekten, die in mittlerer und oberer Waldetage  einzeln, paarweise, in kleinen Familiengruppen gesucht werden, auch als Teil gemischter Jagdgemeinschaften. Gebiete mit hohem Sekundärwald und Epiphyten werden bevorzugt.
Die Brutzeit ist nicht bekannt.

## Gefährdungssituation
Der Bestand gilt als potentiell gefährdet (near threatened) aufgrund des begrenzten Verbreitungsgebietes und möglichen Habitatverlustes.